# Condren
Condren é uma comuna francesa na região administrativa de Altos da França, no departamento de Aisne. Estende-se por uma área de 5,58 km². Em 2010 a comuna tinha 717 habitantes (densidade: 128,5 hab./km²).